# Who Put the Voodoo ’pon Reggae
A  Who Put the Voodoo 'pon Reggae   című lemez Lee „Scratch” Perry és Mad Professor zenészek közös munkája.

## Számok
1. I Am Happiness 3:23
2. Megaton Bomb 5:07
3. Go and Come Back 3:53
4. Magic Music 3:25
5. Don't Touch My Shadow 3:48
6. Mokey Party 4:08
7. Small Morsel 3:34
8. Mr. Arkwell Spell 3:54
9. Black Ark International 3:33
10. Messy Apartment 3:22